# La olimpiada

Portada del libreto como se publicó cuando el estreno de la musicación de Antonio Caldara.

La olimpiada (L'Olimpiade en francés) es un libreto de ópera en tres actos escrito por Pietro Metastasio para que lo musicara Antonio Caldara en el año 1733. Más de 60 compositores barrocos y clásicos usarían el libreto para sus propias composiciones musicales. 
La trama de Metastasio se basa en parte del Libro VI de las Historias de Heródoto, en Descripción de Grecia (II, 9, 6), en el 5º libro de Mythologiae (Natalis Comes), en Aminta y El rey Turismundo (Tasso), en Il pastor fido (Guarini) y en el libreto de ópera de Apostolo Zeno Gli inganni felici (1695). 
La historia, ambientada en la Antigua Grecia en la época de los Juegos Olímpicos, trata de la rivalidad amorosa, y termina con el anuncio de dos matrimonios.

## Historia
Metastasio, como poeta imperial de la corte de Viena, recibió el encargo de escribir el libreto para ayudar a celebrar el cumpleaños de la emperatriz Isabel Cristina de Brunswick-Wolfenbüttel en 1733. El compositor de la corte, Caldara, tuvo que encargarse de componer la música. El libreto atrajo la atención inmediatamente, y se montaron producciones por toda Europa. El propio Metastasio dijo a Saverio Mattei que L’Olimpiade había sido "interpretada y repetida en todos los teatros de Europa". De hecho, junto con Demofoonte y Didone abbandonata, es un drama superado en popularidad solo por Artaserse y Alessandro nell'Indie. La popularidad de L’olimpiade puede posteriormente haber impulsado La Nitteti de Metastasio, un drama hermano en varios aspectos.
El primer compositor que reutilizó el libreto fue Antonio Vivaldi, en Venecia, en 1734. Le siguió la famosa versión de Giovanni Battista Pergolesi, de 1735. Aunque la puesta en escena inicial en Roma no tuvo un éxito inmediato, el número de posteriores representaciones y los manuscritos existentes han asociado su nombre en particular con este drama. En 1748, la versión de Baldassare Galuppi se estrenó con gran éxito en Milán, y ahora es considerada como su ópera seria más exitosa. El libreto fue también la fuente de una de las mejores obras dramáticas de Josef Mysliveček (1778, Nápoles). y un éxito para Antonio Sacchini en Padua, en 1763. Poißl fue el primer compositor alemán que musicó la obra, en 1815, y de esa versión se hicieron reposiciones ocasionales durante el siglo XIX.

## Personajes
| Personajes                                        |
| ------------------------------------------------- |
| Clístenes, rey de Sición                          |
| Aristea, hija de Clístenes y amante de Megacles   |
| Lícidas, príncipe de Creta                        |
| Argene, dama cretense amante de Lícidas           |
| Megacles, amigo de Lícidas y enamorado de Aristea |
| Alcandro, ministro de Clístenes                   |
| Amintas, ayo de Lícidas                           |

## Argumento

### Acto I
Lícidas pide a su amigo Megacles que participe en su nombre en los Juegos Olímpicos. Megacles accede a ello en agradecimiento, dado que Lícidas salvó su vida anteriormente. Lícidas está enamorado de Aristea, cuya mano va a ofrecerse al ganador de los Juegos por su padre, el rey Clístenes. Aristea, por su parte, ha acogido como amiga y confidente a Argene, quien ha llegado a Olimpia disfrazada de pastora para recuperar a Lícidas. Aristea solicita a su padre que suspenda los juegos, pues está enamorada de Megacles y no quiere ser ofrecida como premio al vencedor; pero acepta al enterarse de que Megacles va a participar.
Lícidas revela ahora a Megacles que Aristea es el premio otorgado por el rey Clístenes al ganador de los juegos. Ligado por los lazos de la amistad y gratitud a Lícidas, Megacles no revela a éste su amor por Aristea, y se resigna a perderla en favor de su amigo. Megacles se despide entristecido de Aristea, quien no comprende la actitud de su amante.

### Acto II
Aristea y Argene son informadas de la victoria de "Lícidas" en los Juegos, para disgusto de ambas. Clístenes anuncia el triunfo de "Lícidas" y éste (en realidad, Megacles) solicita que Aristea sea conducida a Creta para celebrar la boda. Propone como acompañante al verdadero Lícidas, al que presenta como su amigo "Egisto". Clístenes se turba al ver a Lícidas, cuyo rostro le resulta extrañamente familiar. 
Aristea acude a saludar al vencedor y se sorprende de ver a Megacles coronado como tal. Reunidos a solas, Megacles confiesa la verdad a Aristea, y ella se desmaya. Megacles huye. Lícidas intenta reconfortar a Aristea, que lo rechaza violentamente. Argene se muestra a Lícidas, le recrimina su comportamiento y desoye sus disculpas. A continuación, Amintas le anuncia la muerte de Megacles, ahogado, y Alcandro le comunica la sentencia de destierro proferida contra él por Clístenes por sus falsedades. Superado por semejante acumulación de desgracias, Lícidas decide poner fin a su vida.

### Acto III
Alcandro comunica que Lícidas ha sido condenado a muerte por levantar su espada contra el rey Clístenes, presa de la desesperación. Aristea intercede ante Clístenes por el perdón de Lícidas y Megacles se ofrece como víctima en su lugar, pero no es aceptado por su condición de reo.
Cuando Lícidas está a punto de ser ejecutado, Argene se ofrece como víctima y desvela su condición de princesa, para lo cual muestra a Clístenes una cadena que aquel le entregó hace tiempo. El rey la reconoce como perteneciente a su hijo, abandonado en la infancia para impedir que se cumpliese la profecía de que él mataría a su padre. Lícidas, reconocido como príncipe de Sición, acepta como esposa a Argene, y deja a su hermana Aristea a su amigo Megacles.

## Grabaciones
Baldassare Galuppi
- Grabación del estreno mundial en DVD - 2006 Teatro Malibran, Venecia - Andrea Marcon (Director), Orquesta Barroca de Venecia[7]
 Dominique Poulange (Director de escena) - Reparto: Mark Tucker,[8] Ruth Rosique, Roberta Invernizzi,[9] Romina Basso[10] - Dynamic Cat.33545

## Lista de versiones destacadas
La siguiente es una lista de las óperas más destacadas que usaron el libreto de Metastasio en orden cronológico de su primera representación: 
- Antonio Caldara, L'Olimpiade, primera representación 28 de agosto de 1733, en honor de la Isabel, esposa del emperador Carlos VI
- Antonio Vivaldi, L'Olimpiade, Venecia, Teatro Sant'Angelo,[11] 1734
- Giovanni Battista Pergolesi, L'Olimpiade, Roma, 1735
- Leonardo Leo, L'Olimpiade, Nápoles, 1737
- Giuseppe Ferdinando Brivio,[12] L'Olimpiade, Turín, 1737
- Domenico Alberti Olimpiade, 1739
- Giovanni Battista Lampugnani, L'Olimpiade, Londres, 1742
- Giuseppe Scolari,[13] L'Olimpiade, Venecia, 1746
- Baldassare Galuppi, L'Olimpiade, Milán, 1748
- Johann Adolf Hasse, L'Olimpiade, Dresde, 1756
- Tommaso Traetta,  L'Olimpiade, Verona, 1758
- Gregorio Sciroli,[14] L'Olimpiade, Venecia, 1760
- Niccolò Jommelli, L'Olimpiade, Stuttgart, 1761
- Niccolò Piccinni, L'Olimpiade, Roma, 1761
- Vincenzo Manfredini,[15] L'Olimpiade, Moscú, 1762
- Antonio Sacchini, L'Olimpiade, Padua, 1763
- Pietro Alessandro Guglielmi, L'Olimpiade, Nápoles, 1763
- Florian Leopold Gassmann, L'Olimpiade, Viena, 1764
- Thomas Augustine Arne, L'Olimpiade, Londres, 1765
- Francesco Brusa,[16] L'Olimpiade, Venecia, 1766
- Antonio Gaetano Pampani, L'Olimpiade, Venecia, 1766
- Pasquale Cafaro, L'Olimpiade, Nápoles, 1769
- Pasquale Anfossi, L'Olimpiade, Venecia, 1774
- Josef Mysliveček, L'Olimpiade, Nápoles, Teatro San Carlos, 4 de noviembre de 1778
- Giuseppe Francesco Bianchi, L'Olimpiade, Milán, 1781
- Gaetano Andreozzi, L'Olimpiade, Pisa, 1782
- Domenico Cimarosa, L'Olimpiade, Vicenza, 10 de julio de 1784
- Giovanni Paisiello, L'Olimpiade, Nápoles, Teatro San Carlos, 20 de enero de 1786
- Vincenzo Federici,[17] L'Olimpiade, Turín, 1789
- Gaetano Donizetti, Olimpiade, (1817, incompleta)